# Оксид хрома(VI)

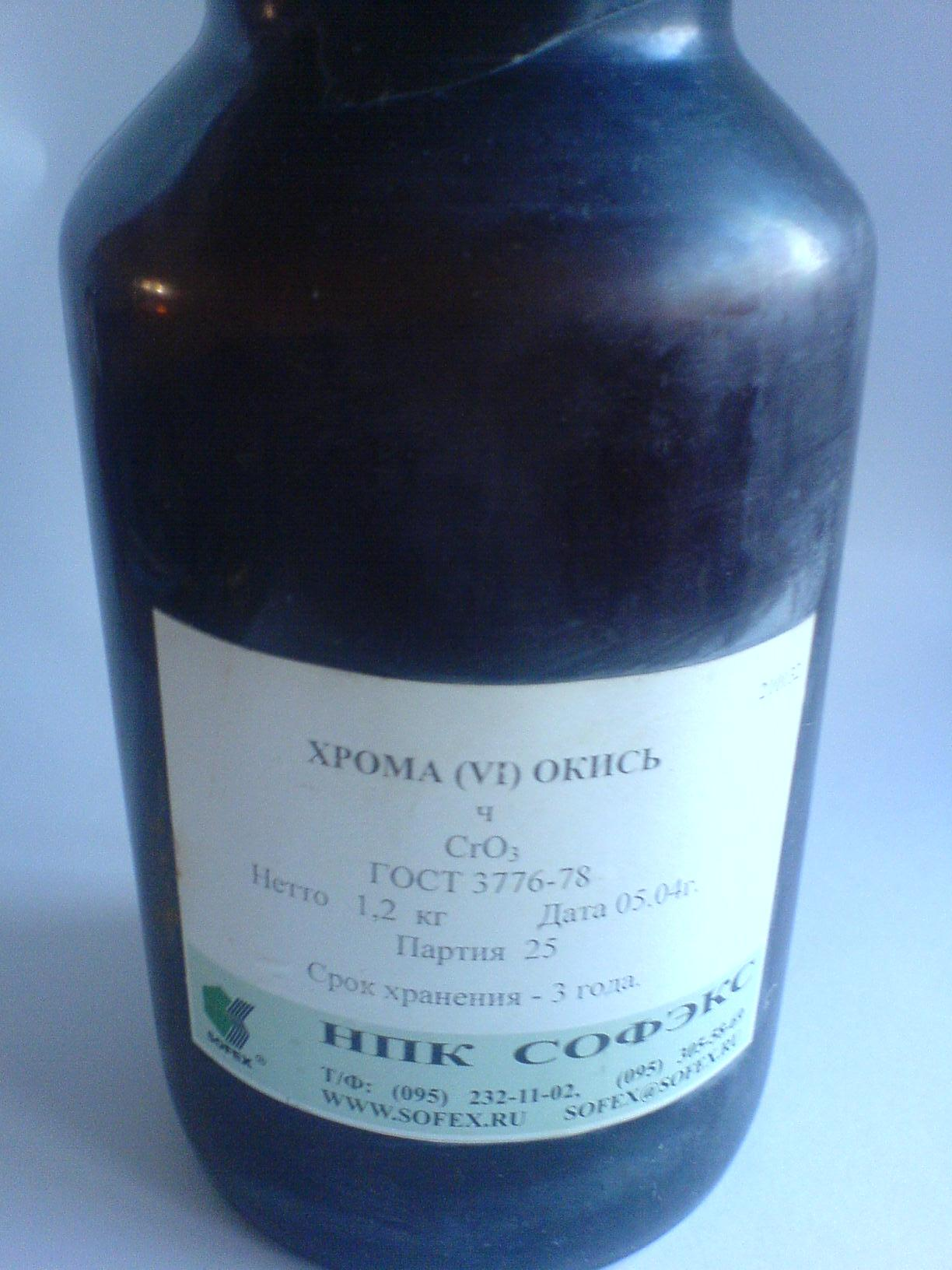
Хромовый ангидрид, хранящийся в герметичном сосуде

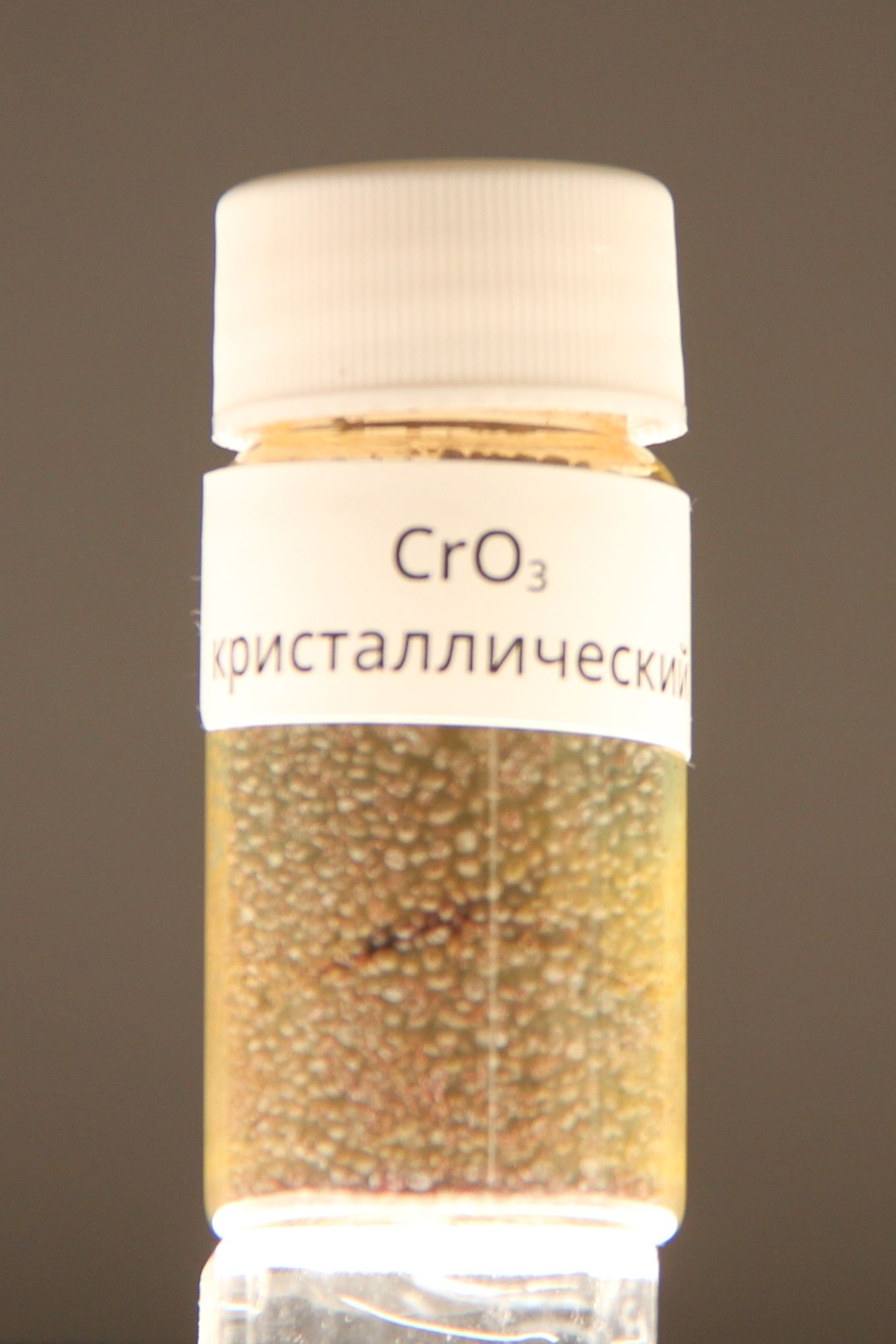
Оксид хрома(VI) кристаллический

Окси́д хро́ма(VI) (триоксид хрома, трёхокись хрома, хромовый ангидрид), CrO3 — соединение хрома с кислородом, тёмно-красные кристаллы, хорошо растворимые в воде. Ангидрид хромовой и дихромовой кислот.

## Свойства

### Физические свойства
Чёрно-красные с фиолетовым оттенком кристаллы — пластины или иголки. Гигроскопичен, расплывается на воздухе.
tпл=196 °C, при атмосферном давлении разлагается ниже температуры кипения.
Плотность 2,8 г/см³; Растворимость в воде — 166 г/100 г (15 °C), 199 г/100 г (100 °C).

### Химические свойства
CrO3 — кислотный оксид. При его растворении в воде образуется хромовая кислота (при недостатке CrO3):
{\displaystyle {\mathsf {CrO_{3}+H_{2}O\rightarrow H_{2}CrO_{4}}}}
или дихромовая кислота (при избытке CrO3):
{\displaystyle {\mathsf {2CrO_{3}+H_{2}O\rightarrow H_{2}Cr_{2}O_{7}}}}
При взаимодействии CrO3 со щелочами образуются хроматы:
{\displaystyle {\mathsf {CrO_{3}+2KOH\rightarrow K_{2}CrO_{4}+H_{2}O}}}
При нагревании выше 250 °C разлагается с образованием оксида хрома(III) и кислорода:
{\displaystyle {\mathsf {4CrO_{3}\rightarrow 2Cr_{2}O_{3}+3O_{2}}}}
Как и все соединения Cr(VI), CrO3 является сильным окислителем (восстанавливается до Cr2O3). Например этанол, ацетон и многие другие органические вещества самовоспламеняются или даже взрываются при контакте с предварительно измельченным до состояния порошка оксидом хрома(VI) (хотя некоторые справочники указывают «растворим в спирте и эфире»). Без тщательного измельчения кристаллов хромового ангидрида добиться воспламенения спиртов и кетонов при контакте с ним невозможно. Окисляет иод, серу, фосфор, уголь, например:
{\displaystyle {\mathsf {4CrO_{3}+3S\rightarrow 2Cr_{2}O_{3}+3SO_{2}}}}
При взаимодействии с хлороводородом образует хромилхлорид:
CrO3 + 2 HCl ⇌ CrO2Cl2 + H2O
Комплекс триоксида хрома с пиридином используется для окисления спиртов в соответствующие карбонильные соединения (реакция Саретта).

## Получение
Получают действием H2SO4 на хромат натрия Na2CrO4 (реже дихромат калия K2Cr2O7).
{\displaystyle {\mathsf {Na_{2}Cr_{2}O_{7}+H_{2}SO_{4}\rightarrow 2CrO_{3}+Na_{2}SO_{4}+H_{2}O}}}
Окислением диоксида хрома или оксида хрома(III) или хрома кислородом в присутствии ультрафиолета:
{\displaystyle {\mathsf {2CrO_{2}+O_{2}\xrightarrow {UV} \ 2CrO_{3}}}}
{\displaystyle {\mathsf {2Cr_{2}O_{3}+3O_{2}\xrightarrow {UV} \ 4CrO_{3}}}}
{\displaystyle {\mathsf {2Cr+3O_{2}\xrightarrow {UV} \ 2CrO_{3}}}}

## Применение
Используется для получения хрома электролизом, электролитического хромирования; хроматирования оцинкованных деталей, в качестве сильного окислителя, изредка в пиросоставах.
Применяют также, как окислитель в органической химии (в производстве изатина, индиго и т. д.).
В смеси с кизельгуром применяется для очистки ацетилена под названием «эпурит».
Растворы хромового ангидрида (или, чаще, дихромата калия) в серной кислоте широко используются в лабораторной практике для очистки посуды от органических загрязнений (хромовая смесь).

## Токсичность
Оксид хрома(VI) очень ядовит и канцерогенен, как и многие другие соединения шестивалентного хрома. Летальная доза для человека при попадании внутрь 0,08 г/кг.
Хромовый ангидрид — весьма химически активное вещество, способен взрываться при соприкосновении с органическими веществами возгорания и взрывы. Сам негорюч, но воспламеняет бензин при комнатной температуре и используется в качестве воспламенителя топлива в ракетной технике. При попадании на кожу вызывает сильные раздражения, экземы и дерматиты, а также может спровоцировать развитие рака кожи. Даже при своевременном удалении с кожных покровов оставляет пятна коричневого цвета. Весьма опасно вдыхание паров хромового ангидрида, хотя он и малолетуч.
Для хранения его применяется стеклянная или фарфоровая герметичная посуда, необходимо исключение контакта с органическими веществами. Работа с ним требует применения спецодежды и средств индивидуальной защиты.